# Koszyce
Koszyce é um município no sul da Polônia, na voivodia da Pequena Polônia, condado de Proszowice e sede da Koszyce. Localizado no cruzamento da estrada nacional n.º 79 com a estrada da voivodia n.º 768. Estende-se por uma área de 3,25 km², com 782 habitantes, segundo os censos de 2019.
Era a cidade real da Coroa do Reino da Polônia, pertencente ao grande governo de Cracóvia, no condado de Proszowice, voivodia de Cracóvia, no final do século XVI. Obteve os direitos de cidade nos anos de 1374 a 1869 e novamente a partir de 1 de janeiro de 2019.
São partes integrantes da cidade: a aldeia de Podgaje Koszyckie e o subúrbio.

## História

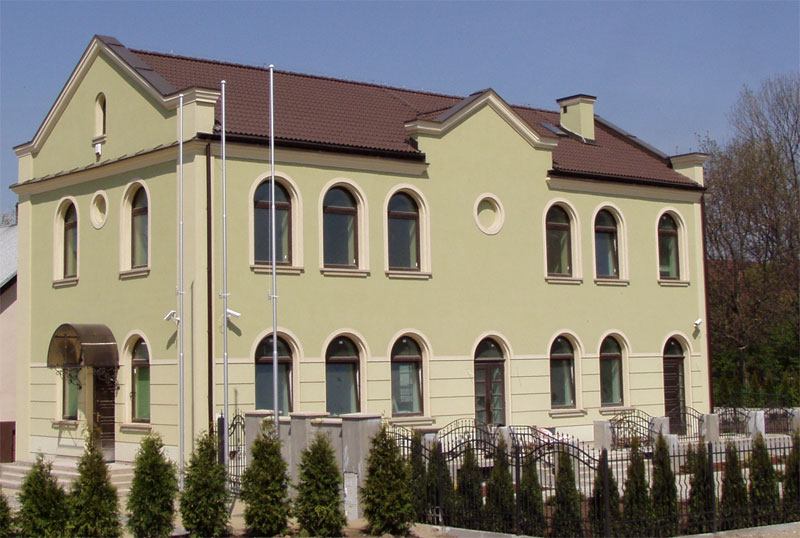
Museu regional, antiga sinagoga

A vila estava localizada na propriedade real do grande governo de Cracóvia e chamava-se Koszyczki. A primeira menção de Koszyce nas fontes vem de 1328. Uma rota comercial de Cracóvia e Bochnia através de Wiślica até Rússia de Quieve passava por Koszyce, localizada na travessia do rio Szreniawa. Em 26 de junho de 1374 a rainha Isabel Piast da Hungria concedeu a Koszyce, que já tinha direitos de cidade, a lei de Magdeburgo e o privilégio de uma feira às segundas-feiras. Os privilégios foram baseados nos de Cracóvia. A cidade era um importante centro de artesanato e comércio. Em 4 de abril de 1421, Koszyce foi novamente privilegiada com a lei de Magdeburgo pelo rei Ladislau II Jagelão e foi concedido o privilégio de realizar uma feira de 8 dias no dia 22 de julho e uma feira às terças-feiras. Havia uma câmara real na cidade, que cobrava pedágio de carretas e condutores de gado. Perto de Koszyce havia um porto fluvial no rio Vístula, em Morzewo. Em 1563, a cidade tinha 83 casas, 13 açougues e um balneário. Os cereais eram comercializados na cidade. A existência da prefeitura é mencionada em 1564. Em 1579 existiam 86 oficinas de artesanato em Koszyce.
A cidade entrou em decadência a partir do século XVII. Uma peste em 1654, durante a qual, entre outros, morreram 40 mestres de artesanato local. A destruição foi completada pela invasão sueca. Durante este período, restaram 18 dos 77 artesãos. Em 1664 Koszyce tinha apenas 432 habitantes e 52 casas. Nos anos seguintes a cidade se deteriorou ainda mais, os habitantes tiveram que trabalhar como servos em uma fazenda feudal na vizinha Kuchary.

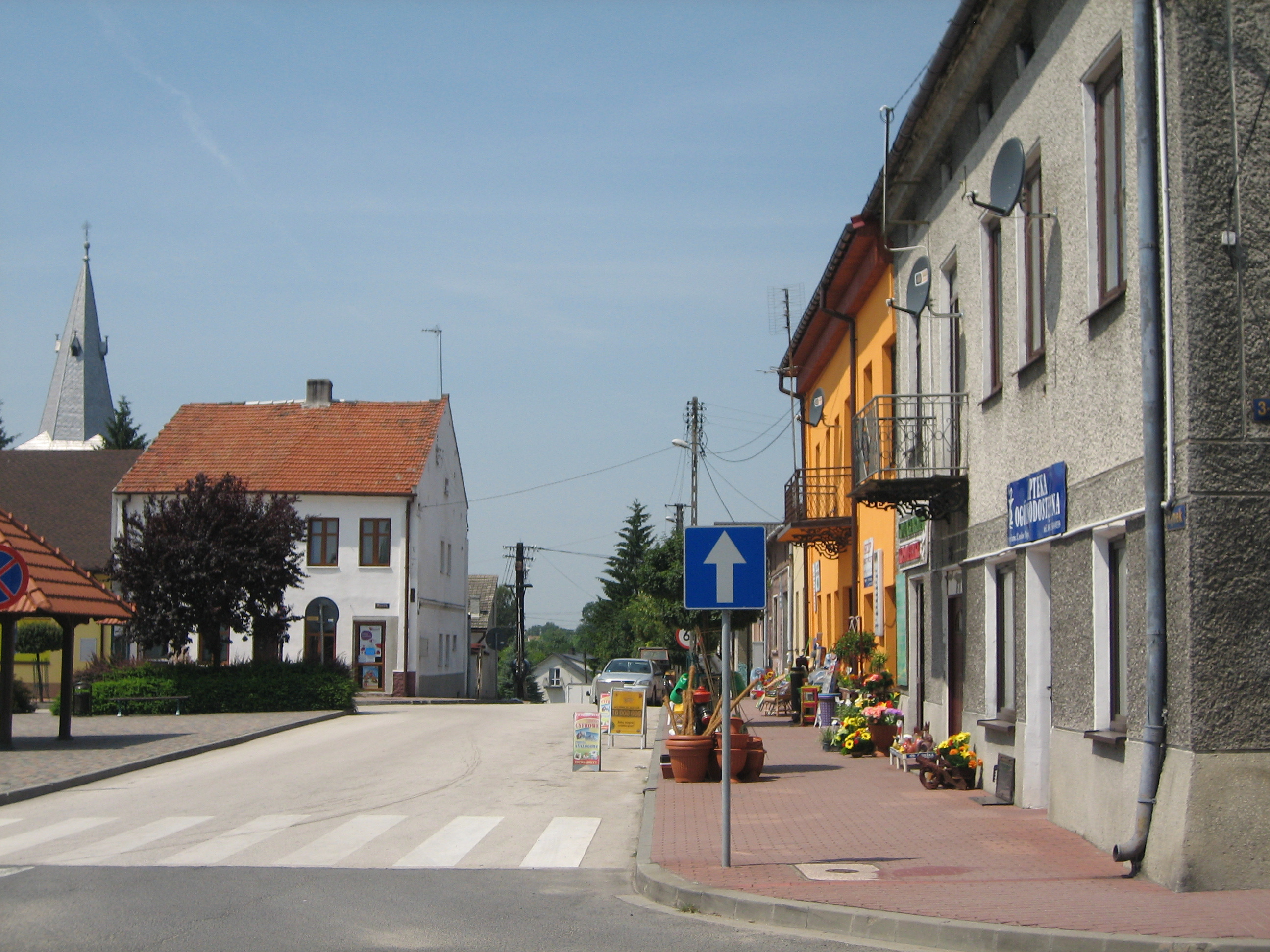
Centro de Koszyce

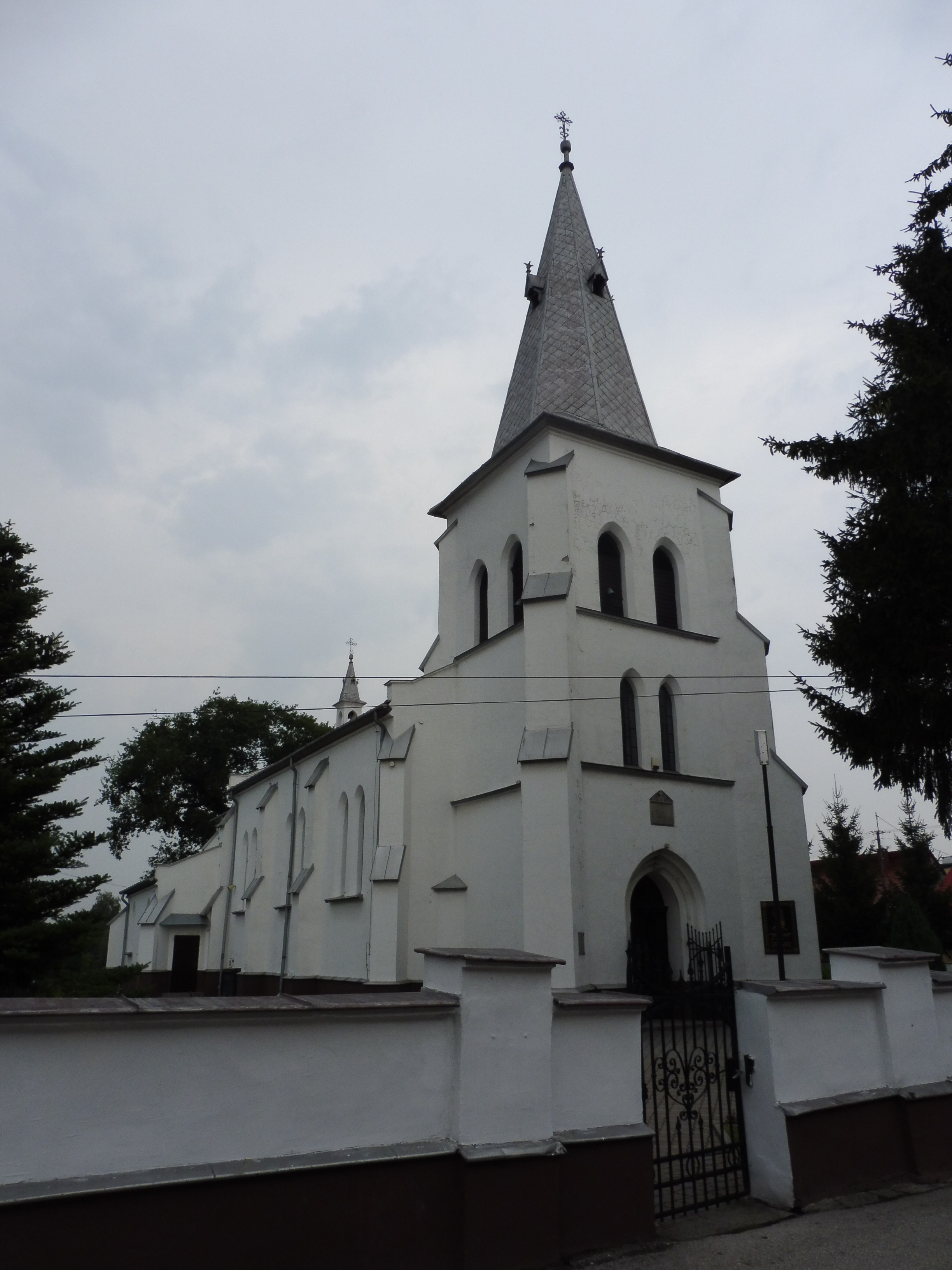
Igreja de Santa Maria Madalena

No século XVIII, a situação da cidade melhorou. Tornou-se um importante centro de artesanato, principalmente no ramo da tecelagem. Em 1827 a cidade contava com 628 habitantes. Após a Revolta de Janeiro, em 1 de junho de 1869, o czar Alexandre II da Rússia revogou os direitos da cidade de Koszyce. Como parte das repressões pela participação dos habitantes na revolta, as autoridades russas também mudaram a sede do município para Filipowice. No final do século XIX, cerca de 40% dos habitantes eram judeus, que tinham sua própria comunidade religiosa e uma grande sinagoga. Em 1931 Koszyce tornou-se novamente a sede da comuna.
Durante a Segunda Guerra Mundial, em 6 de setembro de 1939, os soldados do Exército de Cracóvia sob o comando do general Antoni Szylling, que participaram da Guerra Defensiva Polonesa, ficaram em Koszyce e logo depois a cidade ficou sob a ocupação alemã. No verão de 1944, ocorreram lutas partidárias na área de Koszyce, como parte da existência da chamada República de Pińczów. Naquela época, o Conselho Polonês de Correios e Telecomunicações do Distrito de Pińczów do Exército Nacional operava em Koszyce. Koszyce foi assumido pelo exército soviético em janeiro de 1945, encerrando a ocupação alemã.
Nos anos de 1975-1998, a cidade pertenceu administrativamente à voivodia de Kielce.
Em maio de 2011, durante as obras de construção do abastecimento de água em Koszyce, foi descoberto um túmulo coletivo do período neolítico de quase 3 000 a.C., deixado por representantes das pessoas pertencentes à cultura das ânforas globulares. No túmulo foram encontradas esqueletos de 15 pessoas, com machados de pedra, provavelmente pertencentes a uma mesma família; a idade óssea foi estabelecida em 4830 a 4726 anos.

## Monumentos históricos
- Parque em Koszyce - foi inscrito no Registro de Monumentos Históricos, não residencial, da voivodia da Pequena Polônia.[11]
- Igreja de Santa Maria Madalena em Koszyce – de 1881, erguida no lugar de uma igreja de madeira destruída num incêndio do século XV. O edifício tem uma só nave com presbitério separado da nave. No altar-mor há uma imagem da Virgem Maria e do Menino do século XVII.